# Ивановский (Челябинская область)
Ивановский — посёлок в Верхнеуральском районе Челябинской области России. Входит в состав Спасского сельского поселения.

## География
Расположен в юго-восточной части района, на западном берегу Верхнеуральского водохранилища на реке Урал. Расстояние до районного центра — города Верхнеуральска — 30 км.

## История
Посёлок основан в 1920-х годах выходцами из Мордовии. Назван по фамилии одного из первопоселенцев. Через три года после основания посёлка жители организовали колхоз «Новая жизнь».

## Население
| 2002 | 2010 |
| ---- | ---- |
| 260  | ↘205 |

(в 1995—301)

## Улицы
- Ленина,
- Мира,
- Молодёжная,
- Нагорная,
- Речная,
- Советская,
- Набережная.

## Инфраструктура
- Фельдшерско-акушерский пункт.